# Свободная ассоциация немецких профсоюзов
Свобо́дная ассоциа́ция неме́цких профсою́зов (нем. Freie Vereinigung deutscher Gewerkschaften; FVdG) — организация, со штаб-квартирой в Берлине, которая объединяла профсоюзы в имперской и ранней веймарской Германии. САНП была основана в 1897 году в Галле под названием «Централизация представителей Германии» в качестве национальной зонтичной организации местного рабочего движения. Местные жители отвергли централизацию рабочего движения после отмены антисоциалистических законов в 1890 году и предпочли низовые демократические структуры.
В течение нескольких лет после своего образования, САНП начала занимать все более радикальные левые позиции. Во время споров германского социалистического движения о применении массовых забастовок, представители организации высказали мнение, что всеобщая стачка должна стать оружием в руках рабочего класса. В Ассоциации считали, что забастовка была последним шагом перед социалистической революцией; САНП всё больше критиковала парламентаризм, сковывавший СДПГ в Бундестаге. Разногласия внутри рабочего движения в конечном итоге привели к исключению членов САНП из Социал-демократической партии Германии и полному разрыву отношений между двумя организациями в 1908.
Анархистские и особенно синдикалистские позиции становились все более популярными в пределах САНП. Во время Первой мировой войны организация отвергла сотрудничество с СДПГ и основного рабочего движения с германским государством, так называемую Burgfriedenspolitik. Не взирая на это, она не смогла создать какое-либо существенное сопротивление или продолжить регулярную деятельность во время войны. Сразу после ноябрьской революции САНП быстро стала массовой организацией. В особенности она привлекала шахтёров из Рурского региона, выступавших против реформистской политики основных профсоюзов. В декабре 1919-го Свободная ассоциация немецких профсоюзов объединилась с несколькими незначительными левокоммунистическими профсоюзами, чтобы стать Союзом свободных рабочих Германии.